# Peng Fei
Peng Fei (chiń. 彭飞; ur. 6 marca 1992) – chiński zapaśnik walczący w stylu klasycznym. Dwukrotny olimpijczyk. Zajął siedemnaste miejsce w Rio de Janeiro 2016 w kategorii 85 kg i szesnaste w Tokio 2020 w kategorii 87 kg.
Trzynasty na mistrzostwach świata w 2013 i szesnasty w 2015. Zdobył brązowy medal na igrzyskach azjatyckich w 2014, ósmy w 2022 i dziesiąty w 2018. Trzeci na mistrzostwach Azji w 2017 i 2018 roku.
Absolwent Shanghai University of Sport.